# MBK Dinamo Moskou
Moezjskoj basketbolnyj kloeb Dinamo Moskva (Russisch: Мужской баскетбольный клуб Динамо Москва) is een Russische professionele basketbalclub uit Moskou, die uitkomt in de Russische superliga. De naam van de club is van 1923 tot 1998 BK Dinamo Moskou, maar sinds 2001 werd de naam MBK Dinamo Moskou.

## Geschiedenis

### Sovjet-Unie
Dinamo werd op 18 april 1923 opgericht toen Rusland nog een onderdeel was van de Sovjet-Unie. Dinamo is een van de oudste sportclubs van het land. De naam van de club, Dinamo betekent 'kracht in beweging'. De club werd gesteund door de GPOe, een politieafdeling van de USSR. Daarom dacht men dat Dinamo een politieclub was, terwijl de rivaal uit de stad, CSKA Moskou, een legerclub was. De laatste jaren zijn de connecties tussen Dinamo en de politie veel minder geworden. Dinamo kreeg snel de reputatie buiten de Sovjet-Unie van een succesvolle organisatie in verschillende sporten zoals voetbal, handbal, ijshockey en basketbal. Dinamo Moskou won het USSR-kampioenschap in 1937 en 1948 en haalde een tweede plaats in 1944 en 1990. Dinamo haalde in 1991 de halve finales van de Cup Winners' Cup, waarin zij verloren van de latere winnaar PAOK Saloniki uit Griekenland. Sterspelers waren Anatoli Blik, Aleksandr Bolosjev, Aleksandr Sidjakin, Michail Stoedenetski, Vladimir Torban en Vladimir Zjigili.

### Rusland
Na het uiteenvallen van de Sovjet-Unie zakte het team wat weg uit de top. Het team behaalde een plaats in de Korać Cup in 1992, 1994 en 1995 zonder veel succes, ondanks spelers zoals Sergej Bazarevitsj, Pavel Astachov, Sergej Babenko en Jevgeni Pasjoetin. Met de vele goede maar dure spelers kwam Dinamo Moskou in financiële problemen en verdween in 1997 terwijl ze voor de eerste keer in de EuroLeague mochten uitkomen. Pas in 2001 kwam Dinamo terug in het Russische basketbal. MBK Dinamo Moskou kwam terecht in de Omnisportvereniging Dinamo van voorzitter Vladimir Pronichev. Dinamo begon in de Russische superliga B in het seizoen 2001/02, won meteen de titel en promoveerde naar de hoogste divisie van het Russische basketbal. De club kreeg opnieuw te maken met financiële problemen en weer moest de Dinamo-organisatie, onder leiding van voorzitter Viktor Zakharov en zijn assistent Vladimir Mikhailevski, de zaken weer op orde krijgen. MBK Dinamo Moskou sloot zich aan bij de Dinamo-organisatie in Moskou en vond een nieuwe voorzitter in hun vroegere coach Jevgeni Gomelski, broer van de legendarische coach en vroegere CSKA voorzitter Aleksandr Gomelski. Dinamo eindigde als zesde in het seizoen 2002/03 met spelers zoals Nikita Morgoenov, Martin Müürsepp, Sergej Bazarevitsj, Aleksandr Miloserdov en Dmitri Domani. Dinamo deed het nog beter in het seizoen 2003/04 met spelers zoals Nikos Ekonomou, Jimmy Oliver, Nikolaj Padioes, Damir Mršić en Kenyon Jones. In 2006 won het team de ULEB Cup door in de finale Aris BC uit Griekenland met 73-60 te verslaan. In 2011 werd de club uitgesloten van deelname aan de Russische superliga A wegens financiële problemen. In 2016 werd de club opgeheven. In 2018 werd de club opnieuw opgericht als amateur club.

## Resultaten

### Staafdiagram
Het cijfer in iedere staaf is de bereikte positie aan het eind van de competitie.
| 1 |

| 5 |

| 5 |

| 4 |

| 2 |

| 4 |

| 3 |

| 4 |

| 1 |

| 4 |

| 6 |

| 6 |

| 5 |

| 5 |

| 5 |

| 6 |

| x² |

| 3 |

| 3 |

| x² |

| 8 |

| 4 |

| 7 |

| x² |

| 8 |

| 5 |

| 12 |

| x² |

| 1 |

| 7 |

| 5 |

| 4 |

| 8 |

| 4 |

| 4 |

| 3 |

| 3 |

| 4 |

| 6 |

| 4 |

| 3 |

| 6 |

| 3 |

| 4 |

| 11 |

| 11 |

| 5 |

| 9 |

| 5 |

| 5 |

| 2 |

| 5 |

| 3 |

| x* |

| x* |

| x* |

| 2 |

| 2 |

| 4 |

| 16 |

| 4 |

| x* |

| x* |

| 1 |

| 7 |

| 3 |

| 2 |

| 5 |

| 4 |

| 3 |

| 4 |

| 4 |

| 9 |

| 7 |

| 10 |

| 7 |

| 3 |

| Landskampioen Sovjet-Unie           |
| Landskampioen Sovjet-Unie B Divisie |
| Landskampioen GOS                   |
| Landskampioen Rusland               |
| Russische superliga B               |
| Russische superliga C               |

| Landskampioen Sovjet-Unie           |
| Landskampioen Sovjet-Unie B Divisie |
| Landskampioen GOS                   |
| Landskampioen Rusland               |
| Russische superliga B               |
| Russische superliga C               |

² In 1956, 1959, 1963 en 1967 werd er gespeeld door steden teams en nationale teams van de SSR

## Erelijst
- Landskampioen Sovjet-Unie: 2
  - Winnaar: 1937, 1948
  - Tweede: 1944, 1990
  - Derde: 1946, 1957, 1958, 1975, 1976, 1980, 1982
- Bekerwinnaar Sovjet-Unie:
  - Runner-up: 1950
- Landskampioen GOS:
  - Derde: 1992
- Landskampioen Rusland:
  - Tweede: 1995, 1996, 2005
  - Derde: 2004, 2008
- Bekerwinnaar Rusland:
  - Runner-up: 2009, 2015
- Landskampioen Rusland: 1 (divisie B)
  - Winnaar: 2002
  - Derde: 2015
- ULEB Cup: 1
  - Winnaar: 2006

## Bekende (oud-)spelers
| - - Sergej Bazarevitsj - - Anatoli Belov - - Anatoli Blik - - Aleksandr Bolosjev - - Aleksandr Chartsjenkov - - Vjatsjeslav Chrynin - - Boris Fedotov - - Vladimir Gorochov - - Sergej Grisjaev - - Vadim Kapranov - - Vasili Kolpakov - - Anatoli Konev - - Joeri Kornejev - - Andrej Kornev - - Joeri Larionov | - - Joeri Oesjakov - - Joeri Ozerov - - Vitali Poljakov - - Sergej Popov - - Aleksandr Sidjakin - - Michail Silin - - Aleksandr Sjatalin - - Dmitri Soecharev - - Stepan Spandarjan - - Michail Stoedenetski - - Vladimir Torban - - Konstantin Travin - - Viktor Vlasov - - Gennadi Volnov - - Aleksandr Zinin | - - Vladimir Zjigili - - Vitali Zastoechov - - Sergej Babenko - - Tiit Sokk - - Mykola Fesenko - Maksim Astanin - Sergej Bykov - Dmitri Domani - Andrej Fetisov - - Elsjad Gadasjev - Igor Gratsjev - Sergej Ivanov - Viktor Kejroe - Valentin Koebrakov - Vladislav Kondratov | - Jaroslav Korolev - Fjodor Licholitov - Oleg Melesjtsjenko - Aleksandr Miloserdov - Sergej Monja - Nikita Morgoenov - Vitali Nosov - Nikolaj Padioes - Jevgeni Pasjoetin - Pjotr Samojlenko - Aleksej Savrasjenko - Dmitri Sjakoelin - Aleksej Sjved - Vasili Zavoroejev - Damir Mršić | - Martin Müürsepp |

## Bekende (oud-)coaches
- - Konstantin Travin (1926–1935)
- - Stepan Spandarjan (1936–1937, 1947–1948)
- - Vasili Kolpakov
- - Anatoli Blik
- - Viktor Vlasov (1959–1969)
- - Jevgeni Gomelski (1969–1972)
- - Jevgeni Aleksejev (1973–1976)
- Vladimir Kroepenin (1977–1978)
- - Jevgeni Gomelski (1979–1985)
- - Aleksandr Sidjakin (1988–1992)
- - Sergej Zozoelin (1996–1997)
- Aleksandr Borisov (1995–1997)
- Sergej Bazarevitsj (2001–2003, 2009–2011)
- Valdemaras Chomičius (2003)
- Zvi Sherf (2003–2005)
- Dušan Ivković (2005–2007)
- Svetislav Pešić (2007–2008)
- - David Blatt (2008–2009)
- Vjatsjeslav Merzljakov (2011–2012)
- Aleksandr Afanasjev (2012–2013)
- Michail Solovjov (2013–2014)
- Üllar Kerde (2014–2015)
- Nikolajs Mazurs (2015)
- Aleksandr Titejev (2018–heden)

## Aanvoerders na de Tweede Wereldoorlog
| - ....-1955 – - Viktor Vlasov - 1955-1960 – - Michail Stoedenetski |

## Gepersonaliseerde T-shirts onder de bogen van Sportpaleis Krylatskoje
| Dinamo Moskou "Gepersonaliseerde" nummers |               |         |           |                |
| Nr                                        | Speler        | Positie | Loopbaan  | Ceremonie      |
| 6                                         | Viktor Vlasov | SG      | 1947-1959 | 6 januari 2013 |